# Marc Rich
Marc Rich (Antuérpia, 18 de dezembro de 1934 - 26 de junho 2013 em Lucerna), o “rei dos traders” ou o “rei do petróleo” que foi também um dos maiores fugitivos da história dos Estados Unidos. Ele era um bilionário israeliano-belga-espanhol, em que trabalha com diversas commodities em todo o mundo.

## Vida
Nascido com o nome de Marcell David Reich, imigrou com a família para os Estados Unidos para fugir ao Holocausto. Começou como “trader” de metais na antiga Philipp Brothers e em 1974 criou, na Suíça, a Marc Rich&Company, a atual GlencoreXstrata. A sua fortuna foi estimada, pela revista Forbes, em US$ 2,5 mil milhões.
Tornou-se conhecido como o maior especulador de petróleo dos tempos modernos e por contornar guerras, bloqueios e embargos, incluindo o do Irão. Reconheceu em 2009, ter subornados oficiais nigerianos e colaborado com os serviços secretos israelitas.
Em 1983 tornou-se fugitivo. Fugiu dos Estados Unidos, onde foi condenado por 50 crimes de fraude eletrónica, desvio de fundos, fraude fiscal e violação do embargo ao Irão. Acabou por ser perdoado pelo presidente Bill Clinton, em 2001, no meio de muita polémica.